# Daniela Darcourt
Daniela Alejandra Darcourt Escurra (La Victoria, 20 de abril de 1996) es una cantante, compositora, personalidad de televisión y bailarina peruana. Es considerada como una de las intérpretes contemporáneas de salsa más populares de su país.
En sus inicios musicales, participó en distintos concursos de talentos. Ingresó a la vez a Son Tentación, una orquesta peruana de salsa en la cual trabajó dos años para después abrirse paso en su carrera como solista.
«Probablemente», «Adiós amor» y «Señor Mentira» han sido algunas de sus canciones con más aceptación. Esta última recibió el Premio Luces en la categoría «hit del año» en 2019. Su álbum de estudio debut, Esa soy yo, lo estrenó el mismo año.
Concursó en dos temporadas del programa El artista del año, consagrándose en ambas ocasiones campeona. También ha sido jurado de Yo soy Kids, y entrenadora en La voz Perú, La voz Senior y La voz Kids. Por otro lado, ncursionó como actriz de cine en la película Vaguito (2024).

## Primeros años
Daniela Alejandra Darcourt Escurra nació el 20 de abril de 1996 y pasó toda su infancia junto a sus cinco hermanas en el barrio de El Porvenir, en el distrito de La Victoria, en Lima. Con una familia un poco disfuncional, Daniela Darcourt empezó a trabajar a los ocho años de edad junto una compañera de colegio cuando les propusieron bailar en fiestas infantiles, donde les pagaban diez soles.
En el año 2004, estudió canto y música en la Universidad Nacional de Música del Perú, posteriormente, en 2006 estudió ballet en el Centro Cultural de la Universidad Nacional Mayor de San Marcos.[cita requerida]

## Carrera

### 2008-2018: inicios en la música y Son Tentación
En el año 2008, con 12 años, fue invitada al programa Sábados tropicales, un concurso de canto, del cual resultó ganadora. Posteriormente formó parte del Coro Ángeles perteneciente a Marita Cabanillas, con quienes recorrió varias iglesias, eventos y programas de televisión de Lima.
Con 17 años, Daniela Darcourt participó en la segunda temporada del programa Perú tiene talento en el 2013 resultando semifinalista.
Daniela Darcourt, luego de diversas reuniones con los productores, se unió a la agrupación musical femenina de salsa Son Tentación en el año 2016 y después de dos años siendo una de las vocalistas principales del grupo de salsa, decidió retirarse y abrirse paso en su carrera como solista.

### 2018-2019: inicios como solista
Luego de salir de Son Tentación, en 2018, Daniela Darcourt empezó su carrera como solista presentándose en espectáculos como Daniela Darcourt & Orquesta. Su primera presentación formal la realizó en La Casa de la Salsa.
En agosto de 2018, estrenó su tema «Probablemente». El mismo año, participó dos veces en el concurso de talentos El artista del año, conducido por Gisela Valcárcel. Resultó ganadora absoluta en la segunda temporada. Nuevamente el mismo año y en la tercera temporada (El artista del año: El dúo perfecto), concursó junto con el cantante Pedro Loli y ambos resultaron vencedores.
A través de su Instagram, el 18 de enero de 2019, Daniela Darcourt comunicó que fue internada de emergencia debido a una retención de líquidos. A finales del mismo mes se estrenó «Cheveraneando», una colaboración musical que realizó con Legarda.
El 14 de febrero de 2019, lanzó «Señor Mentira» junto al productor puertorriqueño Master Chris. El videoclip, dirigido por Daniel Rodríguez Botero y producido por Cientoonce Agencia, cuenta la historia de una reclusa que es interpretada por Daniela. Esta canción entró al listado Tropical Songs de Billboard, permaneciendo por varias semanas y alcanzando la posición 13.

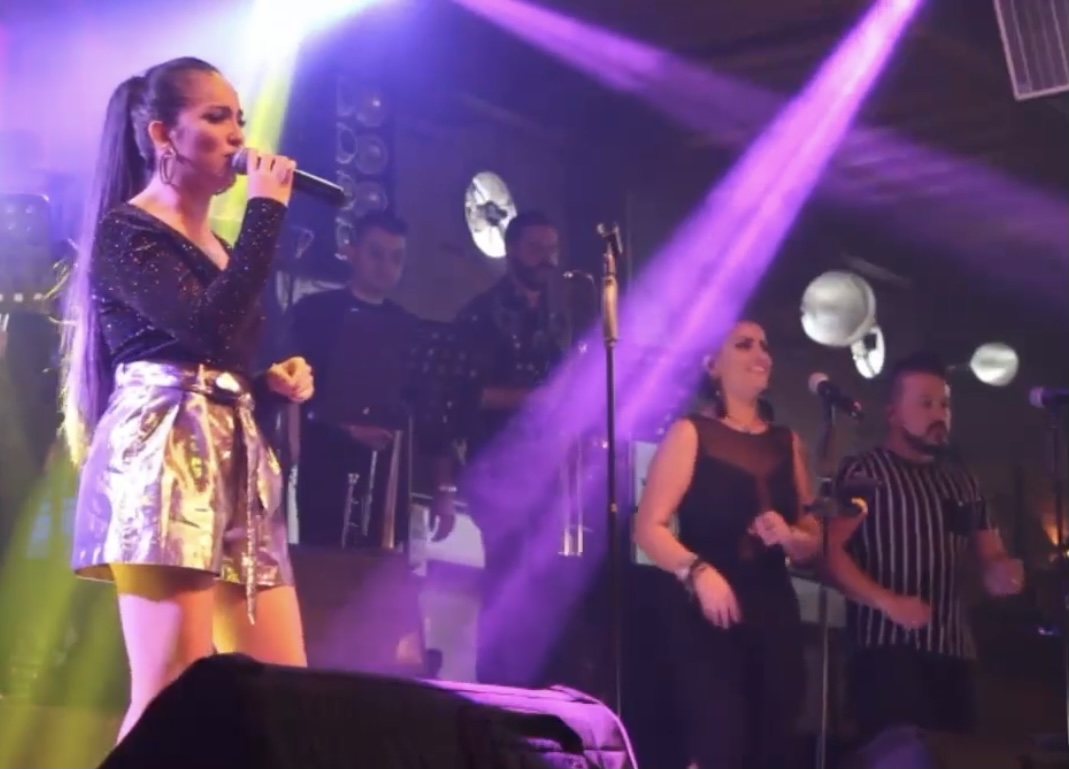
Daniela Darcourt interpretando «Adiós amor» en 2019.

El 21 de febrero de 2019 asistió a la alfombra roja de los Premios Lo Nuestro con sede en Miami y cinco días después, el 26 de febrero, estrenó en su canal de YouTube el videoclip de «Adiós amor».
Con dos nominaciones, Daniela Darcourt se presentó en la cuarta edición de los Heat Latin Music Awards en el Hard Rock Hotel de Punta Cana, el 13 de mayo de 2019, no obtuvo ningún galardón, sin embargo hizo un performance de «Señor Mentira».

### 2019-2021:Esa soy yoy consolidación
Daniela Darcourt estrenó la noche del 31 de mayo de 2019 Esa soy yo, su álbum debut, junto al productor puertorriqueño Master Chris. El disco está compuesto por nueve canciones inéditas. En junio de 2019, anunció su retiro temporal de la música debido a que fue diagnosticada con pólipo en las cuerdas vocales y laringitis crónica. Suspendió todos sus conciertos y se sometió a un tratamiento médico. En el mes de julio tuvo una pequeña participación musical en el circo de Ernesto Pimentel, pese a que días antes había declarado que aún faltaban semanas para su total recuperación.
En agosto de 2019, reapareció como invitada especial para la gran final del programa Reinas del show. En octubre, Daniela Darcourt anunció que formaría parte del jurado de la cuarta temporada de Yo soy Kids, la cual inició el 2 de diciembre de 2019 y finalizó el 13 de enero de 2020. Al día siguiente se estrenó la quinta temporada y Darcourt seguía con su rol de jurado hasta que culminó el programa, el 6 de marzo de 2020.
A finales de 2019, Daniela Darcourt colaboró con la agrupación puertorriqueña de salsa N’Klabe en su álbum Nuestra esquina con la canción «Probabilidad de amor». La canción obtuvo una nominación en los Premios Heat Latin Music 2020, además entró al top 5 en la lista Tropical Airplay de Billboard. Tras tener una gran aceptación, se lanzó una versión en pop.
En julio de 2020 colaboró con Tito Nieves en el tema «Si tu te atreves».

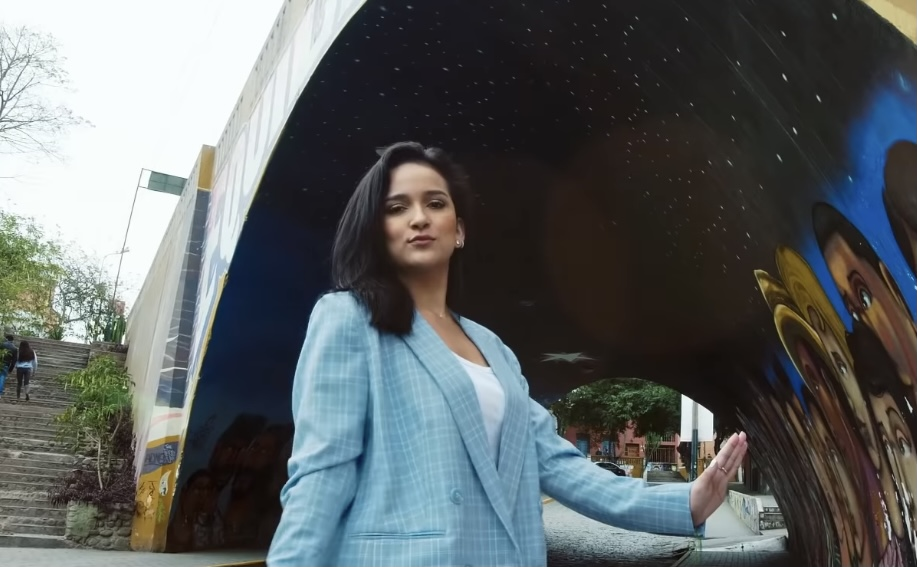
Daniela Darcourt en el videoclip de la campaña "Volver" en 2020.

Desde julio a octubre de 2020, formó parte del programa cómico El reventonazo de la chola transmitido por América Televisión . Posteriormente, fue invitada a participar, junto con otros artistas nacionales, en una campaña del gobierno peruano que buscaba promover la reactivación del turismo que se vio afectado por la pandemia de COVID-19.
En noviembre de 2020, la agrupación de salsa peruano-cubana Septeto Acarey la invitó a ser parte de su canción «La balanza», que forma parte de su cuarto álbum de estudio Ser feliz. En diciembre de 2020, Daniela Darcourt dio un concierto en la cuadragésimo primera edición de la Feria del Libro Ricardo Palma junto a otros artistas nacionales.
Daniela Darcourt incursionó en el género rock al colaborar con el cantante peruano Jhovan Tomasevich, vocalista de la banda de la banda de rock Zen, en «Fuego eterno», tema que estaba previsto para lanzarse en marzo de 2020, pero que debido a la pandemia de COVID-19 se estrenó el 17 de diciembre de dicho año.
Con más de 32 millones de streams, Daniela Darcourt fue la artista del género de salsa más escuchada de Spotify en Perú en 2020.
En enero de 2021 se estrenó una nueva versión de «Probablemente». Esta vez Daniela Darcourt acompañó, en su debut como cantante, al notario peruano Alfredo Zambrano. El videoclip, protagonizado por Alfredo Zambrano y Magaly Medina, cuenta la historia de separación y posterior reconciliación de una pareja. Este proyecto musical alcanzó un millón de vistas en YouTube durante su semana de estreno. En febrero de 2021, junto a Ezio Oliva, Hermanos Yaipén, Combinación de La Habana, entre otros grupos e invitados, Daniela Darcourt participó de "Concierto en casa", un show virtual interactivo de la empresa D’Onofrio que se transmitió también por la señal de América Televisión. En marzo de 2021, Daniela Darcourt resultó ganadora de Doble estrella, reality show parte del programa cómico El reventonazo de la chola.
Después de casi dos años sin presentar ningún tema musical como solista, Daniela Darcourt lanzó «Te equivocaste conmigo» en mayo de 2021. El sencillo, compuesto por Jorge Luis Piloto y producido por Tony Succar, fue estrenado el 19 de mayo en su canal de YouTube. El 20 del mismo mes, colabora en el álbum en vivo Live in Peru de Tony Succar, en los temas «Earth Song», «Sentimiento original» y «Smooth Criminal»; el álbum fue nominado a los Premios Grammy, en la categoría «mejor álbum tropical latino». El 30, estrenó el primer episodio de su docu-reality Esa soy yo en YouTube.
En junio de 2021, integró el panel de entrenadores del concurso de canto La voz Perú, junto a Eva Ayllón, Guillermo Dávila y Mike Bahía, hasta agosto del mismo año. Con el mismo rol, participa en sus versiones La voz Senior, junto a Eva Ayllón, Tony Succar y Pimpinela, y La voz Kids, junto a Eva Ayllón, Christian Yaipén y Joey Montana.
En julio de 2021, Daniela Darcourt viajó a Estados Unidos para realizar una serie de conciertos en New Jersey, Virginia, Chicago, Miami y Tampa, como parte de su gira Esa Soy Yo.
El 6 de noviembre de 2021, junto a Susan Ochoa, presentaron en el programa La voz Kids Perú, su nuevo tema «Me la vas a pagar», que cuenta la historia de una persona que pone punto final a los engaños y se atreve a enfrentar sus problemas para salir adelante.

### 2021-2022:El ReencuentroyEmpezando otra vez
Luego de dos años sin presentaciones en Perú debido a la pandemia de COVID-19, Daniela Darcourt realizó dos conciertos titulados El Reencuentro junto a su orquesta y artistas invitados, el 12 y el 13 de noviembre de 2021 en el anfiteatro del Parque de la Exposición, en Lima. Ambos shows lograron hacer sold out en 3 días. Un documental de los conciertos fue transmitido por América Televisión el 26 de febrero de 2022. En marzo de 2022, se lanzan dos álbumes en vivo: El Reencuentro, vol. 1 y El Reencuentro, vol. 2.
El 29 de marzo de 2022, Daniela Darcourt interpretó el himno nacional del Perú en el Estadio Nacional durante el partido disputado entre la selección peruana y la selección paraguaya de fútbol en la jornada 18 de las eliminatorias sudamericanas para la Copa Mundial de Fútbol Catar 2022.
Después de los aclamados discos en vivo El Reencuentro Vol. 1 y El Reencuentro Vol. 2, donde recopila su carrera, la salsera anuncia el lanzamiento de su segundo álbum de estudio Empezando otra vez para el 25 de mayo de ese mismo año. En Empezando otra vez, Daniela Darcourt comparte tema con artistas de la talla de Rey Ruíz y los maestros Alain Pérez y el ya nombrado, Tito Nieves. Entre los productores se encuentran los reconocidos Gino Picart Jr., Tony Succar, Dayhan Díaz, Jesús “El Viejo” Rodríguez, además de Alain Pérez, quien tiene a su cargo la producción de 5 de las 9 canciones del álbum.
Forbes la nombró una de las 50 peruanas más poderosas del 2024.

## Discografía
Álbumes de estudio
- 2019: Esa soy yo[70]
- 2022: Empezando otra vez[71]
- 2023: Catarsis[72]
- 2024: Renacer
- 2025: Soy

Álbumes en vivo
- 2018: Probablemente
- 2018: Adiós amor
- 2022: El Reencuentro (Live in Lima), vol. 1
- 2022: El Reencuentro (Live in Lima), vol. 2

## Cine
| Año  | Película | Rol  | Ref |
| ---- | -------- | ---- | --- |
| 2024 | Vaguito  | Lola | .   |

## Televisión
| Año  | Título                     | Difusión           | Rol                                  | Notas                                             |
| ---- | -------------------------- | ------------------ | ------------------------------------ | ------------------------------------------------- |
| 2013 | Perú tiene talento         | Latina Televisión  | Concursante                          | Semifinalista.                                    |
| 2018 | El artista del año         | América Televisión | Concursante                          | Segunda temporada. Ganadora.                      |
| 2018 | El artista del año         | América Televisión | Concursante                          | Tercera temporada. Ganadora (junto a Pedro Loli). |
| 2019 | Yo soy Kids                | Latina Televisión  | Jurado                               | Dos temporadas seguidas.                          |
| 2020 | Yo soy Kids                | Latina Televisión  | Jurado                               | .                                                 |
| 2020 | El reventonazo de la chola | América Televisión | Actriz cómica                        | .                                                 |
| 2021 | La voz Kids                | Latina Televisión  | Entrenadora                          | Cuarta temporada.                                 |
| 2021 | La voz Perú                | Latina Televisión  | Entrenadora                          | Cuarta y quinta temporada.                        |
| 2022 | La voz Senior              | Latina Televisión  | Entrenadora                          | Primera y segunda temporada.                      |
| 2022 | La voz Kids                | Latina Televisión  | Co-entrenadora del equipo Ezio Oliva | Quinta temporada.                                 |
| 2025 | Esto es guerra             | América Televisión | Presentadora invitada                | Debut como presentadora televisiva.               |

## Premios y nominaciones
| Año  | Premiación                  | Categoría                            | Trabajo nominado                                            | Resultado | Ref.   |
| ---- | --------------------------- | ------------------------------------ | ----------------------------------------------------------- | --------- | ------ |
| 2018 | En boca de todos TV Awards  | Cantante revelación de salsa         | Ella misma                                                  | Ganadora  | [ 74 ] |
| 2019 | Premios Heat Latin Music    | Mejor artista sur                    | Ella misma                                                  | Nominada  | [ 75 ] |
| 2019 | Premios Heat Latin Music    | Artista revelación                   | Ella misma                                                  | Nominada  | [ 75 ] |
| 2019 | Premios Luces               | Hit del año                          | «Señor Mentira»                                             | Ganadora  | [ 76 ] |
| 2020 | Premios Heat Latin Music    | Mejor vídeo                          | «Probabilidad de amor»                                      | Nominada  | [ 77 ] |
| 2020 | Premios Luces               | Hit del año                          | «Fuego eterno»                                              | Nominada  | [ 78 ] |
| 2020 | Premios CP                  | Artista femenina nacional            | Ella misma                                                  | Nominada  | [ 79 ] |
| 2020 | Premios Radiomar            | Mejor artista femenino               | Ella misma                                                  | Ganadora  | [ 80 ] |
| 2020 | Premios Radiomar            | Artista más activo en redes sociales | Ella misma                                                  | Ganadora  | [ 80 ] |
| 2021 | Premios Juventud            | La nueva generación femenina         | Ella misma                                                  | Nominada  | [ 81 ] |
| 2021 | Premios Radiomar            | Mejor artista femenino               | Ella misma                                                  | Ganadora  | [ 82 ] |
| 2021 | Premios Radiomar            | Mejor video                          | Ella misma                                                  | Ganadora  | [ 82 ] |
| 2021 | Premios Luces               | Concierto del año                    | El Reencuentro                                              | Ganadora  | [ 83 ] |
| 2021 | Premios Luces               | Hit del año                          | «Arriba Perú»                                               | Nominada  | [ 84 ] |
| 2022 | Fan Choice Awards           | Salsa · cumbia · tropical            | Ella misma                                                  | Ganadora  | [ 85 ] |
| 2022 | Premios Luces               | Disco del año                        | Empezando otra vez                                          | Ganadora  | [ 86 ] |
| 2022 | Premios Luces               | Concierto del año                    | Daniela Darcourt y Tito Nieves: Por fin juntos en Concierto | Nominada  | [ 87 ] |
| 2023 | Premios Grammy Latinos      | Mejor álbum de salsa                 | Catarsis                                                    | Nominada  | [ 88 ] |
| 2024 | Premios de Capemúsica       | Mejor artista de salsa               | Ella misma                                                  | Nominada  | [ 89 ] |
| 2025 | Premios Ellas Internacional | Mejor artista musical                | Ella misma                                                  | Ganadora  | [ 90 ] |

### Otros reconocimientos
- En marzo de 2019 el Congreso de la República del Perú le entregó el reconocimiento de Peruanas Emprendedoras como «mujer de éxito y ejemplo de desarrollo personal» a través de la asociación civil Corazones Felices, liderada por la parlamentaria Luciana León.[91]
- En enero de 2021 fue reconocida como «la cantante más importante del Perú 2020» en el programa El reventonazo de la chola de América Televisión.[92]
- En julio de 2021 la Sociedad Nacional de Intérpretes y Ejecutantes de la Música la galardonó como «Artista del Bicentenario».[93]